# Lori Clarke
Lori Clarke (Vancouver, 30 novembre 1963) è un'ex cestista canadese.

## Carriera
Con il Canada ha disputato due edizioni dei Campionati mondiali (1986, 1990) e i Campionati americani del 1989.